# FC Zimbru Chișinău
Az FC Zimbru Chișinău egy moldáv labdarúgócsapat. A Zimbru a hazai mérkőzéseit a 10 400 férőhelyes Zimbru Stadionban játssza .

## Történet
A csapat a negyvenes évek közepén alakult, első hivatalos mérkőzését 1947. május 16-án játszotta Gyinamo néven, a szovjet bajnokság egyik regionális ligájában, Odessza városában, az egyik helyi csapat ellen, a mérkőzést a házigazdák nyerték 1–0-ra, a visszavágót egy nappal később Kisinyovban rendezték, ahol a moldáv csapat 4–0-s vereséget szenvedett. Az elkövetkező mérkőzéseket is sorban elvesztették, és a szezon végén az utolsó helyen zárt a csapat.
1950-ben  Burevestnic (Fecske) névre keresztelték, ezzel együtt a csapat minden évben egyre jobban teljesített, sorban nyerte meg a különböző alsóbb osztályokat. 1956-ban szerepeltek először a szovjet első osztályban, ahol a 12 csapat között a 6. helyen végzett. Története során ez volt a legjobb helyezése a szovjet élvonalban. Az ötvenes években több szovjet válogatott játékos, olimpiai aranyérmes is a csapatban játszott.
1964-ben kiesett az élvonalból, a Szovjetunió széteséséig még néhány alkalommal felkerült az első osztályba, de ott kiemelkedő teljesítményt nem tudott nyújtani.
Moldova 1991-es megalakulása óta az első osztályban szerepel, nyolc alkalommal lett bajnok és ötször hódította el a moldáv kupát.
Nemzetközi szinten a legjobb teljesítményét az 1995-1996-os UEFA-kupában érte el, amikor búcsúztatta az izraeli Hapóél Tel-Avivot és a lett RAF Jelgava csapatát, majd a második fordulóban kikapott a cseh AC Sparta Praha együttestől.
Az UEFA Bajnokok Ligája kupasorozatban, az 1999-2000-es és a 2000-2001-es szezonban jutott el a harmadik selejtezőkörig.
Névváltozatok
- 1947 : Dinamo Chișinău
- 1950 : Burevestnik Chișinău
- 1958 : Moldova Chișinău
- 1966 : Aventul Chișinău
- 1967 : Moldova Chișinău
- 1972 : Nistru Chișinău
- 1991 : FC Zimbru Chișinău

## Eredmények

### Moldávia
- Moldáv bajnok: 8 alkalommal (1992, 1993, 1994, 1995, 1996, 1998, 1999, 2000)
- Moldáv kupa-győztes: 6 alkalommal (1997, 1998, 2003, 2004, 2007, 2014)
- Moldáv szuperkupa-győztes:: 1 alkalommal (2014)

### Szovjetunió
- Szovjet másodosztály bajnok:: 1 alkalommal (1955)
- Szovjet harmadosztály bajnok:: 2 alkalommal (1987, 1988)

## Jelenlegi játékosok
2023. április 11-i állapotnak megfelelően.
| #  |     | Poszt | Név                                                     |
| -- | --- | ----- | ------------------------------------------------------- |
| 2  | MDA | V     | Valeriu Gaiu (kölcsönben a Sheriff Tiraspol csapatától) |
| 3  | MDA | V     | Ștefan Burghiu ()                                       |
| 5  | NED | V     | Donny van Iperen                                        |
| 7  | MDA | CS    | Ilie Damașcan                                           |
| 8  | RWA | KP    | Steve Rubanguka                                         |
| 9  | MDA | KP    | Gheorghe Andronic                                       |
| 10 | MDA | KP    | Alexandru Dedov                                         |
| 11 | MDA | CS    | Eugen Sidorenco                                         |
| 12 | MDA | K     | Sebastian Agachi                                        |
| 17 | MDA | KP    | Iulian Bejan                                            |
| 20 | POR | V     | Ivanilson Magalhães                                     |
| 21 | MDA | KP    | Marius Curos                                            |
| 23 | NED | KP    | Maximiliano Sacramento                                  |

| #  |     | Poszt | Név                                                |
| -- | --- | ----- | -------------------------------------------------- |
| 25 | ROU | V     | Alexandru Misăraș                                  |
| 27 | MDA | V     | Alexei Ciopa                                       |
| 29 | MDA | CS    | Petru Leucă                                        |
| 30 | MDA | V     | Andrei Macrițchii                                  |
| 31 | GRE | K     | Níkosz Janakópulosz                                |
| 33 | MDA | V     | Catalin Cucos                                      |
| 35 | MDA | K     | Anatol Chirinciuc                                  |
| 44 | NGA | CS    | Emmanuel Alaribe                                   |
| 66 | JAM | V     | Kenroy Campbell (kölcsönben a Cavalier csapatától) |
| 69 | UKR | KP    | Denisz Dedecsko                                    |
| 77 | MDA | KP    | Vlad Răileanu                                      |
| 84 | TJK | CS    | Sahrom Szamijev                                    |
|    | MDA | K     | Denis Vornic                                       |
|    | MDA | V     | Dinis Ieseanu                                      |

## Az év moldáv labdarúgója
Azok a labdarúgók, akik a klub színeiben kapták meg Az év moldáv labdarúgója elismerést.
| Év   | Győztes            |
| ---- | ------------------ |
| 1992 | Alexandru Spiridon |
| 1993 | Alexandru Curtianu |
| 1994 | Serghei Cleșcenco  |
| 1995 | Ion Testemițanu    |
| 1997 | Ion Testemițanu    |
| 1999 | Sergiu Epureanu    |
| 2002 | Boris Cebotari     |

## Külső hivatkozások
- Hivatalos honlap